# ادوارد استوارت راسل
ادوارد استوارت راسل (انگلیسی: E. S. Russell; ۲۵ march ۱۸۸۷ – ۲۴ اوت ۱۹۵۴ (۶۷ ساله)) دانشمند در زمینه علوم و مهندسی شیلات و زیست‌شناسی فرگشتی اهل بریتانیا بود.
وی همچنین برندهٔ جوایزی همچون افسر نشان امپراتوری بریتانیا شده‌است.